# Parcul Național Royal
Parcul Național Royal  (în engleză Royal National Park) este situat la 29 km de Sydney în statul  New South Wales, Australia.

## Istoric

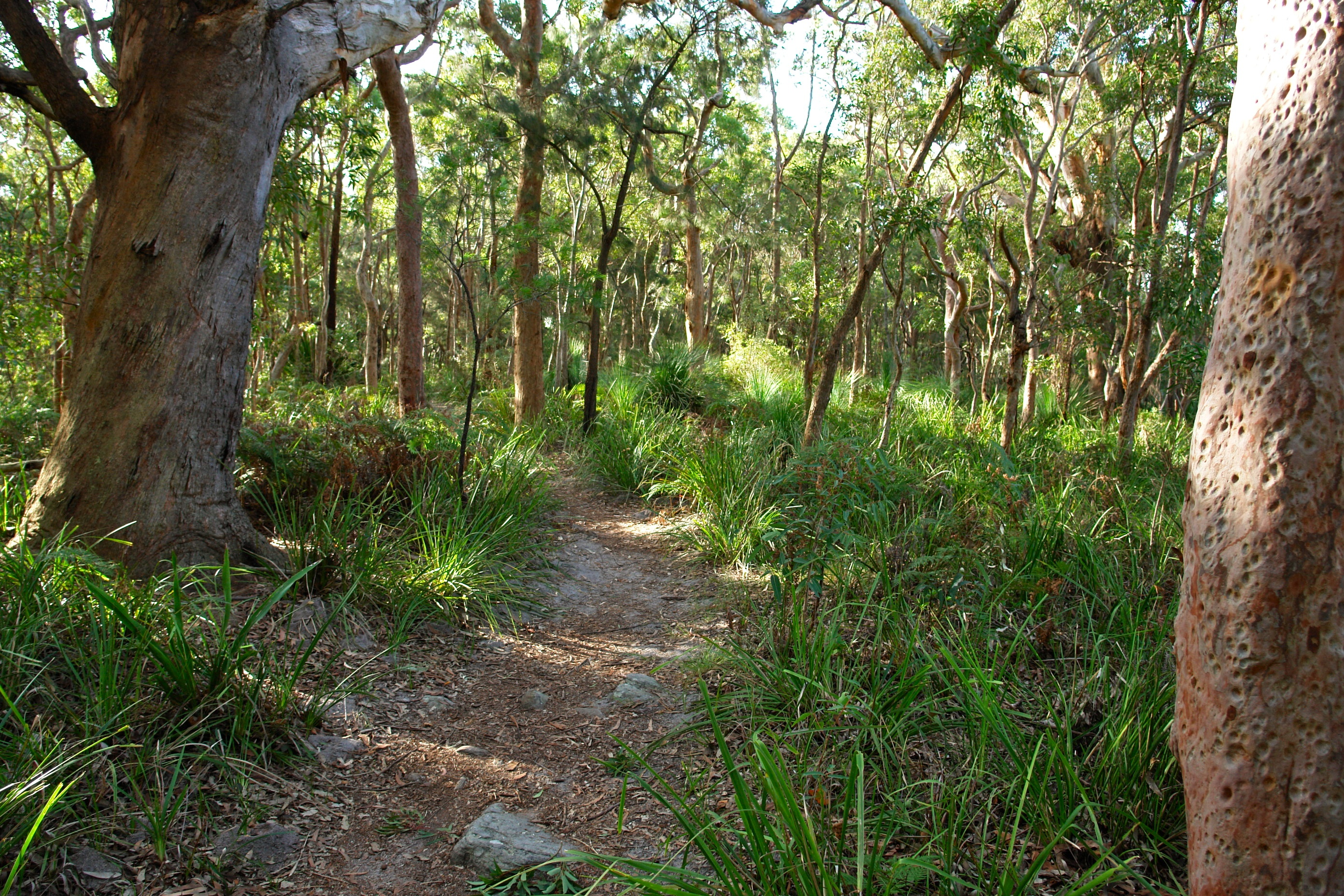
Potecă prin Parcul Național Royal, Australia

Parcul național a fost întemeiat în anul 1879 de Sir John Robertson, care a fost primul ministru al statului New South Wales, fiind ca vechime pe locul doi în lume după Parcul Național Yellowstone din SUA. După ce în regiune în anul 1955 s-a descoperit cărbune, a fost întemeiat parcul pentru a înlătura în regiunea Sydnei o zonă industrială. Parcul a fost denumit după regina Elisabeta a II-a a Regatului Unit. In parc au avut loc câteva incendii care au contribuit la regenerarea vegetației.

## Așezare
Parcul Național Royal este un colț de natură neatinsă de om fiind situat între orașele Sydney și Wollongong. La nord este limitat de fiordul „Port Hacking”, la vest de autostradă. In parc se găsesc coline din gresie care se întind spre coasta Mării Tasmaniei, păduri de eucalipți, iar pe malurile apelor sunt păduri de mangrove, iar la sud-est pădurea se transformă treptat în pădure subtropicală.